# Wielka Rzesza
Wielka Rzesza (lit. Didžioji Riešė) − wieś na Litwie, w okręgu wileńskim, w rejonie wileńskim; siedziba gminy Rzesza. Zamieszkana przez 1050 ludzi (2002). Położona przy drodze magistralnej A14, 12 km na północ od Wilna.

## Historia
Pod zaborami miasteczko i majątek ziemski; w II Rzeczypospolitej wieś i majątek ziemski. Od czasów zaborów nieprzerwanie siedziba gminy Rzesza.
W XIX i w początkach XX w. położona była w Rosji, w guberni wileńskiej, w powiecie wileńskim. Po I wojnie światowej pod administracją polską, w Zarządzie Cywilnym Ziem Wschodnich. W latach 1920–1922 w składzie Litwy Środkowej.
Od 11 kwietnia 1922 leżała w Polsce, w województwie wileńskim, w powiecie wileńsko-trockim, w gminie Rzesza. W 1931 miejscowość liczyła:
- majątek − 91 mieszkańców, zamieszkałych w 13 budynkach,
- wieś − 78 mieszkańców, zamieszkałych w 4 budynkach[3].

Po II wojnie światowej w granicach Związku Sowieckiego. Od 1991 na niepodległej Litwie.

## Parafia
Wieś jest siedzibą parafii św. Stanisława Biskupa. Obecny kościół wzniesiono w latach 1938-39. Nabożeństwa sprawowane są w języku polskim i litewskim. 